# 小行星2142
小行星2142（2142 Landau）是一颗围绕太阳公转的小行星。1972年4月3日，柳德米拉·切爾尼赫在克里米亚发现了此天体。
該小行星以蘇聯物理學家列夫·朗道命名。
这颗小行星的绝对星等为34.26898213957976等。